# Diocèse de Vienne (Empire romain)
Pour les articles homonymes, voir Diocèse de Vienne.
314–477
Entités suivantes :
- Royaume wisigoth

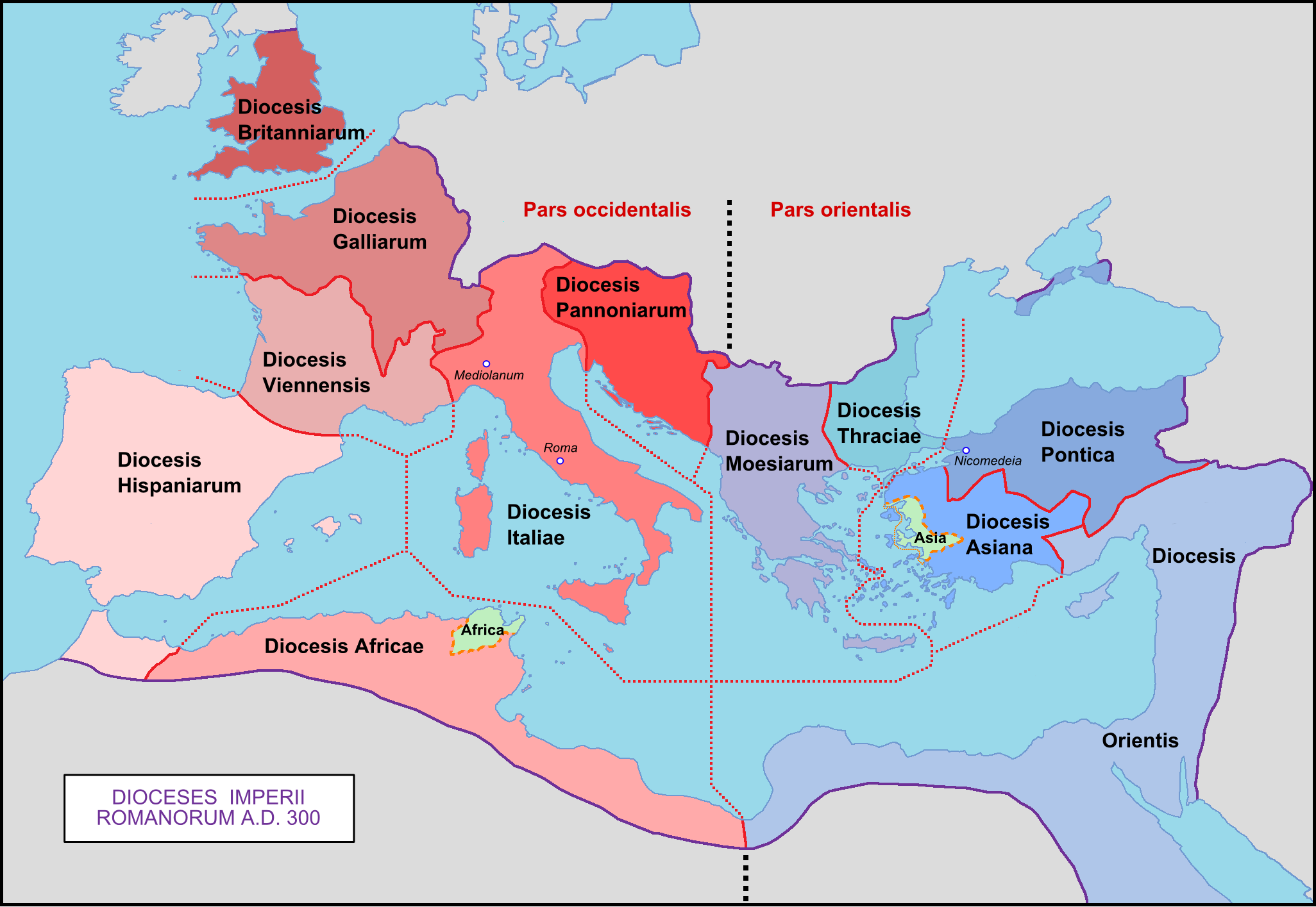
Le diocèse de Vienne, env. 300 ap. J.-C.

Le diocèse de Vienne ou diocèse de Viennoise (en latin : Dioecesis Viennensis) ou Sept-Provinces (Septem Provinciae) est un des diocèses administratifs créés vers 300 par l'empereur Dioclétien (règne : 284 à 305) dans le cadre du système de la Tétrarchie. 
Ayant pour chef-lieu Bordeaux (Burdigala), ce diocèse dépend de la préfecture du prétoire des Gaules (capitale : Trèves, lieu de résidence du César d'Occident). 

## Histoire
Créé par les réformes de Dioclétien (fin du IIIe siècle - début du IVe siècle), il a d'abord compris les provinces d'Aquitaine (Gallia Aquitania, 27), Gaule narbonnaise (Narbonensis I), Narbonnaise seconde (Narbonensis II), Viennoise (Viennensis) et Alpes-Maritimes (Alpes Maritimæ), ce qui lui a valu d'être aussi appelé dans la première moitié du IVe siècle diocèse des Cinq-Provinces (Quinque Provinciae).

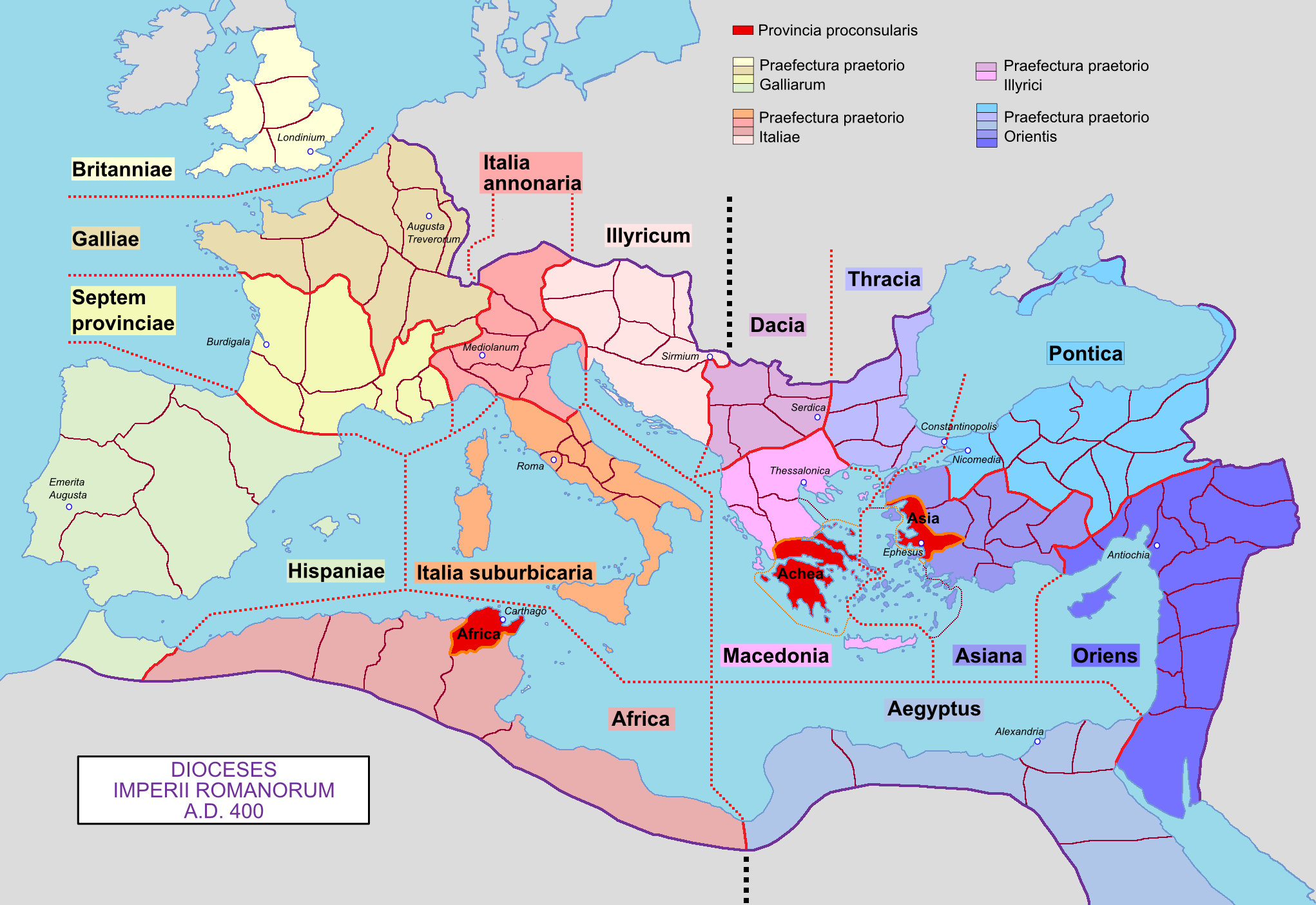
Le diocèse des sept provinces, env. 400 ap J.-C.

Ce nombre passa ensuite à sept par la subdivision de l'Aquitaine en Aquitaine première, Aquitaine seconde et Novempopulanie : le diocèse fut alors connu soit sous son ancien nom de Quinque Provinciae, soit sous le nouveau nom de Septem Provinciae (diocèse des Sept-Provinces).
Par l'Édit d'Honorius et Théodose de 418, Arles est choisie comme lieu où doit se tenir l'assemblée provinciale du diocèse chaque année entre le 13 août et le 13 septembre, en présence du préfet du prétoire, des gouverneurs des provinces, des nobles revêtus de dignités officielles et des députés des curies. Honorius tenta sans succès de faire par cet édit de l'assemblée un organe de gouvernement des Gaules.

### Liste
- Gallia Viennensis, capitale Vienne (Isère),
- Alpes Maritimae, capitale Cemenelum (Cimiez),
- (Gallia) Aquitanica I (240c-475c), Avaricum (Bourges), Massif central & Berry,
- (Gallia) Aquitanica II (240c-475c), capitale Mediolanum Santonum (Saintes) puis Burdigala (Bordeaux), Charentes-Poitou,
- Novempopulana (Aquitanica tertia) (240c-628 ?), capitale Eauze (Gers)
- (Gallia) Narbonensis I (297-462), capitale Colonia Narbo Martius (Narbonne)
- (Gallia) Narbonensis II (297-462)